# Bruno Piano
Bruno Piano, vollständiger Name Bruno Nicolás Piano Rosewarne, (* 4. April 1977 in Montevideo) ist ein ehemaliger uruguayischer Fußballspieler.

## Verein
Als erste Station ist ab 1997 ein Engagement bei Danubio für den Abwehrspieler verzeichnet. Für die Montevideaner bestritt er bis einschließlich der Clausura 2001 mindestens 75 Erstligaspiele. Sodann war er von 2002 und erneut von 2003 bis 2004 für Deportivo Maldonado aktiv. In Clausura 2003 und Torneo Clasificatorio stehen für ihn dort 15 Ligaeinsätze (fünf Tore) zu Buche. Dazwischen gehörte er zum Kader des peruanischen Klubs Universitario in Lima. Der Club Atlético Cerro war 2005 seine nächste Karrierestation. Die recherchierbaren Statistiken sind widersprüchlich und weisen entweder neun oder 15 Spiele bei einem Treffer in der Primera División für Piano aus. In den Spielzeiten 2005/06 und 2006/07 gehörte er dem Kader des Schweizer Klubs YF Juventus an. In jener Karrierephase absolvierte er 28 Spiele (zwei Tore) in der Challenge League. Für die beiden anschließenden Saisons führte ihn sein Weg nach Zypern zu APEP Pitsilia. Ebenfalls spielte er 2009 dort für Atromitos. In der Folge kehrte er nach Uruguay zurück und spielte 2009/10 für die Rampla Juniors (sechs Ligaspiele, kein Tor). Sein nächster Verein war Santiago Morning, den er im März 2011 in Richtung Deportivo Maldonado verließ. Für die Chilenen kam er zuvor fünfmal in der Ersten Liga zum Einsatz. Im August 2011 wird ein Wechsel zum argentinischen Verein CAI aus Comodoro Rivadavia vermeldet. Dieses Team verließ er im August 2012, kehrte er nach Montevideo zurück und schloss sich seinem derzeitigen Verein El Tanque Sisley an. Dort lief er in Apertura und Clausura 2012/13 in 27 Liga-Begegnungen auf und erzielte ein Tor. In der Saison 2013/14 stand er sieben weitere Male in der Liga auf dem Platz und bestritt beide Spiele des Vereins in der Copa Sudamericana 2013. Ende Juni 2014 wurde der Vertrag Pianos bei El Tanque Sisley aufgelöst. In der Apertura 2014 gehörte Piano dem Trainerstab Racings an. Seit der Clausura 2015 ist er unter Mauricio Larriera Co-Trainer bei Defensor Sporting.